# Yūki Oshitani
Yūki Oshitani (jap. 押谷 祐樹, Oshitani Yūki; * 23. September 1989 in Hamamatsu, Präfektur Shizuoka) ist ein japanischer Fußballspieler.

## Karriere
Yūki Oshitani erlernte das Fußballspielen in der Jugendmannschaft von Júbilo Iwata. Hier unterschrieb er 2008 auch seinen ersten Profivertrag. Der Verein aus Iwata, einer Großstadt in der Präfektur Shizuoka, spielte in der höchsten Liga des Landes, der J1 League. Von 2009 bis 2011 wurde er an den Zweitligisten FC Gifu ausgeliehen. Für den Klub aus Gifu absolvierte er 77 Zweitligaspiele. Die Saison 2013 erfolgte eine Ausleihe an den Zweitligisten Fagiano Okayama. Nach Ausleihende wurde er von dem Verein aus Okayama Anfang 2014 fest verpflichtet. Nach insgesamt 142 Spielen für Okayama unterschrieb er 2017 einen Vertrag beim ebenfalls in der zweiten Liga spielenden Nagoya Grampus. Ende 2017 wurde er mit Grampus Tabellendritter der zweiten Liga und stieg in die erste Liga auf. Im August 2018 verließ er Nagoya und schloss sich dem Zweitligisten Tokushima Vortis aus Tokushima an. Mit Vortis feierte er 2020 die Zweitligameisterschaft und den Aufstieg in die erste Liga. Nach dem Aufstieg verließ er den Verein und schloss sich dem Drittligisten Fujieda MYFC an. Am Ende der Saison 2022 feierte er mit dem Verein die Vizemeisterschaft und den Aufstieg in die zweite Liga.

## Erfolge
Tokushima Vortis
- Japanischer Zweitligameister: 2020  ▲

Fujieda MYFC
- Japanischer Drittligavizemeister: 2022  ▲